# Vrbica (Gnjilane)
Pour les articles homonymes, voir Vrbica.
Vërbicë e Kmetocit en albanais et Vrbica en serbe latin (en serbe cyrillique : Врбица) est une localité du Kosovo située dans la commune/municipalité de Gjilan/Gnjilane, district de Gjilan/Gnjilane (Kosovo) ou district de Kosovo-Pomoravlje (Serbie). Selon le recensement kosovar de 2011, elle compte 348 habitants.

## Démographie

### Évolution historique de la population dans la localité
| 1948 | 1953 | 1961 | 1971 | 1981 | 1991 | 2011 |
| ---- | ---- | ---- | ---- | ---- | ---- | ---- |
| 226  | 236  | 311  | 297  | 317  | 329  | 348  |

|  |

### Répartition de la population par nationalités (2011)
En 2011, les Albanais représentaient 99,71 % de la population.